# Georgina Evers-Swindell
Pour les articles homonymes, voir Evers.
Georgina Evers-Swindell, née le 10 novembre 1978 à Hastings, est une rameuse néo-zélandaise.  Elle est la sœur jumelle de la rameuse Caroline Evers-Swindell.

## Palmarès

### Jeux olympiques
- 2008 à Pékin,  Chine
  -  Médaille d'or en deux de couple
- 2004 à Athènes,  Grèce
  -  Médaille d'or en deux de couple

### Championnats du monde
- 2007,à Munich,  Allemagne
  -  médaille d'argent en deux de couple
- 2006,à Eton,  Royaume-Uni
  -  médaille de bronze en deux de couple
- 2005,à Kaizu, préfecture de Gifu,  Japon
  -  médaille d'or en deux de couple
- 2003,à Milan,  Italie
  -  médaille d'or en deux de couple
- 2002,à Séville,  Espagne
  -  médaille d'or en deux de couple
- 2001,à Lucerne,  Suisse
  -  médaille d'argent en deux de couple
  -  médaille d'argent en quatre de couple